# Mbule (langue)
Pour les articles homonymes, voir Mbule.
Le mbule (ou dumbule, mbola, mbure) est une langue bantoïde méridionale du Cameroun, parlée dans le village de Mbola du département de la Sanaga-Maritime (région du Littoral). 
C'est une langue en danger (6b) : en 2009 on en dénombrait 110 locuteurs, dont aucun n'était monolingue.

## Écriture
| a | b | d | e | ɛ | f | h | i | j | k | l | m |
| n | ɲ | ŋ | o | ɔ | p | r | s | t | u | w |   |